# Sveti Ivan na pučini
Sveti Ivan na pučini je hrid uz zapadnu obalu Istre, oko 4,6 km južno od Rovinja. Ova je hrid najisturenija u malom arhipelagu od 13 otočića i hridi ispred Rovinja. Radi se o goloj hridi dužine 70 m i 50 m širine.
Površina hridi je 5153 m2, duljina obalne crte 287 m, a visina 6 metara.
U Državnom programu zaštite i korištenja malih, povremeno nastanjenih i nenastanjenih otoka i okolnog mora Ministarstva regionalnoga razvoja i fondova Europske unije, svrstana je pod "manje
nadmorske tvorbe (hridi različitog oblika i veličine)". Pripada Gradu Rovinju. Na hridi je vjetrenjača i svjetionik te smještajni objekt. U blizini su Sveti Ivan, Sturag i Crveni otok.

## Turizam
Ravne stijene otočića Sv. Ivana idealne su za sunčanje, ali jake i promjenjive morske struje oko otočića ga čine rizičnim za kupanje. Oko otoka je i mnogo dobrih dupina koje nije dopušteno uznemirivati. Na otočiću se na suprotnim dijelovima nalaze i 2 manje plaže s plitkim morem. Dubina mora oko Sv. Ivana kreće se od 10 do četrdesetak metara, s bogatom vegetacijom i brojnim ribljim vrstama. To ga čini privlačnim za podvodni i sportski ribolov. Ostaci nekoliko potopljenih brodova privlače i ronioce.

## Vanjske poveznice
|  | Zajednički poslužitelj ima još gradiva o temi Sveti Ivan na pučini |